# 관위십이계
관위십이계(일본어: 冠位十二階)는 쇼토쿠 태자가 이행한 정치개혁중 하나로 604년 제정하여 605년부터 648년까지 시행된 일본 최초의 관위, 위계 제도이다.
조정에서 일하는 신하를 12등급으로 나누어 직위에 해당하는 간무리(冠)를 하사하여 상하를 나타내었다. 647년 제정된 칠색십삼계관(七色十三階冠)이 시행됨에 따라 폐지되었다.